# A.S. Valle Grecanica
Associazione Sportiva Valle Grecanica là một câu lạc bộ bóng đá Ý đến từ Melito di Porto Salvo, Calabria.

## Lịch sử
Câu lạc bộ được thành lập vào năm 2010 thông qua việc sáp nhập câu lạc bộ Serie D mới được thăng hạng Omega Bagaladi (có trụ sở tại Bagaladi) và câu lạc bộ Eccellenza Melitese (có trụ sở tại Melito di Porto Salvo).
Trong mùa 2011-12, đội đã xuống hạng Eccellenza.

## Màu sắc
Màu sắc của đội là đỏ vàng.